# اینتل ۴۰۰۴
اینتل ۴۰۰۴ نام یکی از نخستین پردازنده‌های شرکت اینتل است. حداکثر پالس ساعت این پردازنده ۷۴۰ کیلوهرتز بوده و می‌توانست ۶۴۰ بایت از حافظه را آدرس‌دهی کند. پردازندهٔ ۴۰۰۴ نخستین بار در ۱۵ نوامبر سال ۱۹۷۱ عرضه شد و در سال ۱۹۸۱ عرضهٔ آن متوقف گشت. پهنای گذرگاه (به انگلیسی: front bus) این پردازنده ۴ بیت بود؛ به این معنی که در هر لحظه ۴ بیت از اطلاعات قابل انتقال بودند.
از ۴۰۰۴ بیشتر در محاسبه‌های ریاضی، محاسبه‌گر در کارهای چاپی و محاسبات سادهٔ شغلی استفاده می‌شد. اینتل ۴۰۰۴ نخستین ریزپردازنده تجاری ساخته شده در جهان است.

## تاریخچه
در سال ۱۹۶۹ از طرف شرکت ژاپنی باسیکوم به اینتل پیشنهاد شد تا ۱۲ تراشهٔ سفارشی برای محاسبه‌گر چاپ طراحی کند. اینتل در عوض طراحی جدیدی متشکل از ۴ تراشه پیشنهاد داد که یکی از آنها قابلیت برنامه‌پذیری برای کاربردهای مختلف داشت. مجموعهٔ هر چهار تراشه ام‌سی‌اس-۴ (MCS-4) نام داشت که شامل ۴۰۰۴ به عنوان واحد پردازندهٔ مرکزی بود.

## معماری
|  |  |  |

## انواع دیگر
- اینتل سی۴۰۰۴ (C4004)

۷۴۰ کیلوهرتز پالس ساعت و بسته‌بندی در یک تراشه سرامیکی با دو پایهٔ ۱۶ پین
- اینتل دی۴۰۰۴ (D4004)

۷۴۰ کیلوهرتز پالس ساعت و بسته‌بندی در یک تراشه سرامیکی با دو پایهٔ ۱۶ پین
- اینتل پی۴۰۰۴ (P4004)

۷۴۰ کیلوهرتز پالس ساعت و بسته‌بندی در یک تراشه پلاستیکی با دو پایهٔ ۱۶ پین
این پردازنده‌ها تا نیمه دوم سال ۱۹۷۶ تولید می‌شدند.